# Dioscorea pseudorajanioides
Dioscorea pseudorajanioides är en enhjärtbladig växtart som beskrevs av Reinhard Gustav Paul Knuth. Dioscorea pseudorajanioides ingår i släktet Dioscorea och familjen Dioscoreaceae. Inga underarter finns listade i Catalogue of Life.